# Bohumil Konečný
Bohumil Konečný, křtěný Bohumil Josef, známý pod přezdívkou Bimba (19. dubna 1918, Plzeň – 14. ledna 1990, Kožlany), byl český malíř a ilustrátor.

## Život
Bohumil Konečný se narodil v Plzni v rodině inženýra Škodových závodů Otty Konečného a jeho ženy Jany rodem Lisé z Lipna.

### Raná tvorba
V roce 1935 poprvé upozornil na svůj talent, když nakreslil velkou karikaturu profesorského sboru své školy (II. státní čs. reálka v Plzni – dnešní Gymnázium na Mikulášském nám.) – tzv. Kulometnou rotu. Jeho velkým vzorem byl Zdeněk Burian, který byl touto kresbou nadšen. Po ukončení plzeňské reálky studoval v Praze na Akademii výtvarných umění u profesora Jakuba Obrovského. Brzy však německá okupace a uzavření vysokých škol jeho studia ukončila.

### Reklamní tvorba a dobrodružná literatura
Znám je zejména spoluprací se svým přítelem Jaroslavem Foglarem (setkali se poprvé v roce 1939 v redakci Mladého hlasatele). V roce 1942 ilustroval Foglarovu knihu Přístav volá, ve spolupráci pokračovali v 60. letech kdy Konečný společně s Gustavem Krumem ilustrovali další Foglarovy knihy (Pod junáckou vlajkou, Dobrodružství v Zemi nikoho, Stínadla se bouří). Na konci 60. let také od Jaroslava Foglara obdržel nabídku, aby navázal v ilustrování Rychlých šípů na zemřelého Jana Fischera, na spolupráci se však nedohodli. Seriál Rychlé šípy nakonec ilustroval Marko Čermák.
V období předválečném a válečném byl autorem mnoha ilustrací pro časopisy Ahoj, Humoristické listy, Rozruch i Foglarova Mladého hlasatele. V Mladém hlasateli i v poválečném časopise Vpřed ilustroval Konečný hlavně dobrodružné povídky Otakara Batličky.
Často kreslil časopisecké obálky, z nichž asi nejznámější je obálka s Rychlými šípy z časopisu Vpřed. Věnoval se rovněž reklamním ilustracím, například pro firmy Baťa, Sigma, Prazdroj, Petrof, Jablonex a Okula Nýrsko. Jeho oblíbeným tématem byly také ženy – kreslil tzv. pin-up girls, sexbomby často propagující určitý výrobek.

### Práce v období komunismu
Po zestátnění československého průmyslu po roce 1948 se počet těchto reklamních zakázek postupně minimalizoval. S úbytkem tuzemské reklamy jako takové, byl v prostředí socialistického realismu stále méně uplatnitelný i pro své zaškatulkování mezi „zápaďácké kreslíře“. Situace se zlepšila během šedesátých let, kdy v Československu došlo k určitému celospolečenskému uvolnění. Aby se vůbec uživil jako malíř a kreslíř, nemohl si jednotlivé zakázky pochopitelně nijak moc vybírat. Někdy byl rád, že vůbec může ilustrovat alespoň něco. Jeho kresby proto nalezneme v sovětských dobrodružných románech, knížkách Otakara Batličky a Jaroslava Foglara nebo třeba na propagačních obálkách satirického Dikobrazu.

## Knižní ilustrace
(výběr, řazeno chronologicky)
- Adamov, Grigorij Borisovič: Tajemství dvou oceánů. Praha, Práce, 1954.
- Bondarev, Jurij Vasil’jevič: Prapory žádají palbu. Poslední salvy. 2. vydání tohoto souboru. Praha, Naše vojsko, 1962.
- Batlička, Otakar: Na vlně 57 metrů. K vydání připravili Bohumil Jírek a Petr Sadecký, text upravil Bohumil Jírek. 1. vydání tohoto výboru. Ostrava, Profil, 1965.
- Batlička, Otakar: Rájem i peklem. Z autorovy pozůstalosti volně zpracoval Bohumil Jírek. Ostrava, Profil, 1969.
- Foglar, Jaroslav: Stínadla se bouří. Ilustrace Bohumil Konečný a Gustav Krum. Praha, Olympia, 1970.
- Zapletal, Miloš: Ostrov přátelství. 1. vydání. Ústí nad Labem, Severočeské nakladatelství, 1983.
- Volák, Josef: Divokým Alajem. Prsten s hadem. Ústí nad Labem, Severočeské nakladatelství, 1985.
- Volák, Josef: Tajemství Uzun-Guru. V horách Ťan-šanu. Ústí nad Labem, Severočeské nakladatelství, 1988.
- Batlička, Otakar: Na vlnách odvahy a dobrodružství. Vybral, uspořádal a doslov napsal Lubomír Petr. 1. vydání tohoto výboru. Ostrava, Profil, 1987. Druhé vydání Ostrava, Profil, 1989.

## Petr Sadecký a Octobriana
Smutnou kapitolou jeho umělecké kariéry se stala spolupráce s Petrem Sadeckým. Na jeho popud spolupracoval se Zdeňkem Burianem na komiksu o bojovnici Amazoně. Sadecký ovšem na konci šedesátých let emigroval a kresby s Amazonou vzal s sebou. Na Západě pak této bojovnici přimaloval rudou hvězdu na čelo a stala se z ní Octobriana, žena Říjnové revoluce a údajná hrdinka undergroundového komiksu vzniklého v Sovětském svazu. Kromě toho Sadecký vyvezl do nakladatelství Karla Maye kolem 60 jeho vlastních hotových obálek, které nakreslil ke knihám Karla Maye, Sadecký je zde prodal jako svoje vlastní.
V roce 1971 vydal Sadecký v Londýně Octobrianu knižně jako údajný výtvor sovětského undergroundu. To vše samozřejmě opět bez jakéhokoli povolení od Buriana a Konečného. Skuteční autoři byli v komunistickém Československu pochopitelně odhaleni krátce na to podle svého nezaměnitelného uměleckého rukopisu. Zatímco Zdeněk Burian byl v tehdejším Československu malíř mimořádného významu, a stačilo, aby celou záležitost veřejně odsoudil (což samozřejmě rád učinil), Konečný sám měl pak naopak dlouhodobé problémy získat pracovní zakázky. Navíc na něj dolehla psychická tíseň ze Sadeckého zrady, se kterou se až do své smrti nevyrovnal.
Postava Octobriany se sice proslavila a ovlivnila například pop-punkového zpěváka Billyho Idola, který si ji nechal vytetovat na paži, nebo Davida Bowieho, pro něj ale tato aféra nic dobrého neznamenala. Režim mu znemožňoval publikovat, což znamenalo v podstatě konec jeho kariéry.

## Úmrtí a odkaz
Zemřel 14. ledna 1990 v Kožlanech u Plzně.
Zájem o pozapomenutou tvorbu znovuobnovila výstava v Mladé Boleslavi v roce 1994 (kurátor František Ulč) a zejména dvojice velkých výstav v Západočeském muzeu v Plzni v roce 2007 a v Obecním domě v Praze v roce 2008 (kurátoři Jan Hosnedl a František Ulč).
V rámci výstav vznikla i monografie Tomáše Pospiszyla Bohumil Konečný a dokumentární film Ladislava Moulise Bimba – příběh zapomenutého malíře.

## Výstavy
- Zapomenutý malíř Bohumil Konečný: retrospektivní výstava, Západočeské muzeum v Plzni: březen – červen 2007
- Bimba - dobrodružství Bohumila Konečného, Obecní dům, Praha, 10. říjen 2008 – 31. leden 2009
- Ženy a dobrodružství Bohumila Konečného, Muzeum a galerie severního Plzeňska, Mariánská Týnice, 14. červen – 19. srpen 2018, galerie Villa Pellé, Praha, září - listopad 2018, Galerie Jiřího Trnky, Plzeň, prosinec 2018 - leden 2019, Zlínský zámek, květen - červenec 2019, kurátor výstav: Jan Hosnedl[4]

## Monografie
- POSPISZYL, Tomáš. Bohumil Konečný. 2. vyd. Řevnice: Arbor vitae, 2008. 93 s. ISBN 978-80-86300-87-0. Katalog výstavy Bimba – dobrodružství Bohumila Konečného : výstavní sály Obecního domu, náměstí Republiky 5, Praha 1, 10.10.2008 – 11.1.2009.
- HOSNEDL, Jan. Ženy a dobrodružství Bohumila Konečného. Plzeň: Středoškolský klub ASK ČR při Gymnáziu v Plzni, 2018.